# Bost (Allier)
Pour les articles homonymes, voir Bost.
Bost est une commune française située dans le département de l'Allier, en région Auvergne-Rhône-Alpes. Elle fait partie de l'aire d'attraction de Vichy.

## Géographie

### Localisation
Bost est située au sud-est du département de l'Allier, au nord-est de l'agglomération de Vichy, sur un axe routier la reliant à Lapalisse, aux limites de la montagne bourbonnaise.
C'est la commune la moins peuplée de l'ancienne communauté d'agglomération de Vichy Val d'Allier ; dans son périmètre, elle constitue un des pôles de proximité rattaché à Saint-Germain-des-Fossés.
Cinq communes sont limitrophes de Bost :
| Seuillet         | Magnet |                       |
| Creuzier-le-Neuf | Bost   | Saint-Étienne-de-Vicq |
| Cusset           |        |                       |

### Géologie et relief
S'étendant sur 948 hectares, son altitude varie de 267 à 429 mètres.

### Hydrographie
La commune est traversée par le Dalbot et le Mourgon divisé en deux : le Mourgon le Vif et le Mourgon le Mort.

### Climat
Pour des articles plus généraux, voir Climat d'Auvergne-Rhône-Alpes et Climat de l'Allier.
En 2010, le climat de la commune est de type climat océanique dégradé des plaines du Centre et du Nord, selon une étude du CNRS s'appuyant sur une série de données couvrant la période 1971-2000. En 2020, Météo-France publie une typologie des climats de la France métropolitaine dans laquelle la commune est exposée à un climat de montagne ou de marges de montagne et est dans la région climatique Centre et contreforts nord du Massif Central, caractérisée par un air sec en été et un bon ensoleillement.
Pour la période 1971-2000, la température annuelle moyenne est de 11,1 °C, avec une amplitude thermique annuelle de 16,2 °C. Le cumul annuel moyen de précipitations est de 830 mm, avec 10,7 jours de précipitations en janvier et 7,9 jours en juillet. Pour la période 1991-2020, la température moyenne annuelle observée sur la station météorologique de Météo-France la plus proche, « Vichy-Ville », sur la commune de Vichy à 9 km à vol d'oiseau, est de 12,7 °C et le cumul annuel moyen de précipitations est de 799,6 mm,. Pour l'avenir, les paramètres climatiques de la commune estimés pour 2050 selon différents scénarios d'émission de gaz à effet de serre sont consultables sur un site dédié publié par Météo-France en novembre 2022.

## Urbanisme

### Typologie
Au 1er janvier 2024, Bost est catégorisée commune rurale à habitat très dispersé, selon la nouvelle grille communale de densité à 7 niveaux définie par l'Insee en 2022.
Elle est située hors unité urbaine. Par ailleurs la commune fait partie de l'aire d'attraction de Vichy, dont elle est une commune de la couronne,. Cette aire, qui regroupe 50 communes, est catégorisée dans les aires de 50 000 à moins de 200 000 habitants,.

### Occupation des sols

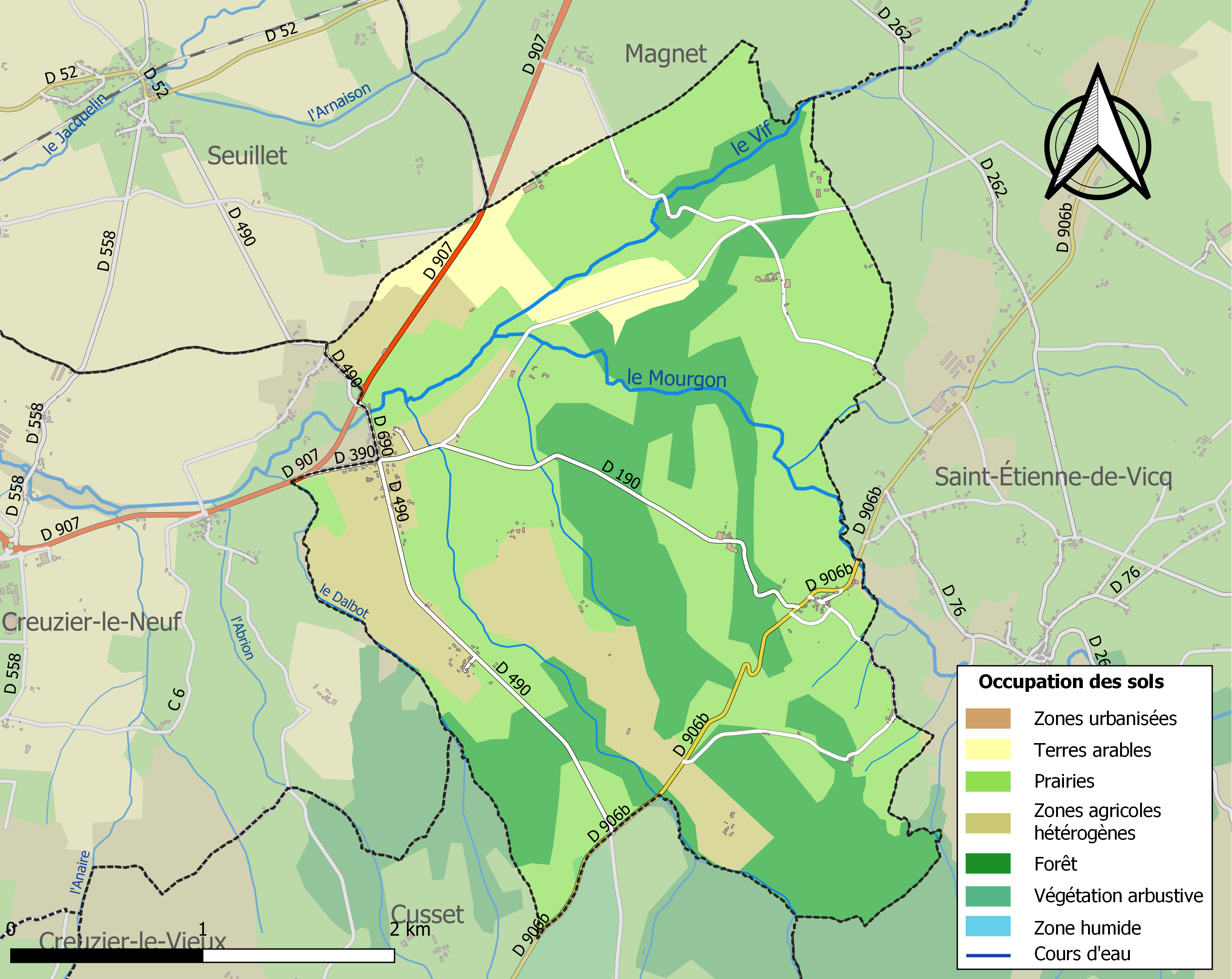
Carte des infrastructures et de l'occupation des sols de la commune en 2018 (CLC).

L'occupation des sols de la commune, telle qu'elle ressort de la base de données européenne d’occupation biophysique des sols Corine Land Cover (CLC), est marquée par l'importance des territoires agricoles (69,8 % en 2018), en diminution par rapport à 1990 (76,9 %). La répartition détaillée en 2018 est la suivante : prairies (49,7 %), forêts (30,1 %), zones agricoles hétérogènes (15,8 %), terres arables (4,4 %), milieux à végétation arbustive et/ou herbacée (0,1 %).
L'IGN met par ailleurs à disposition un outil en ligne permettant de comparer l’évolution dans le temps de l’occupation des sols de la commune (ou de territoires à des échelles différentes). Plusieurs époques sont accessibles sous forme de cartes ou photos aériennes : la carte de Cassini (XVIIIe siècle), la carte d'état-major (1820-1866) et la période actuelle (1950 à aujourd'hui).

### Morphologie urbaine
La commune compte, sur ses 948 hectares de superficie, 30,4 hectares d'espaces habités.

### Logement
En 2012, la commune comptait 95 logements, contre 81 en 2007. Parmi ces logements, 82,7 % étaient des résidences principales, 3,7 % des résidences secondaires et 13,6 % des logements vacants. Ces logements étaient exclusivement des maisons individuelles.
La proportion des résidences principales, propriétés de leurs occupants était de 76,6 %, en baisse par rapport à 2007 (81,7 %). Il n'existait aucun logement HLM loué vide.

### Voies de communication et transports
Le territoire de la commune est traversé par la route départementale 906b, ancienne route nationale 106b reliant Cusset à Billezois et Lapalisse. Plus au nord, près du lieu-dit des Guittons, la RD 906b est reliée à la RD 907 par les départementales 490 et 690 du nord vers le sud et les RD 390 et 190 de l'ouest vers l'est. Cette dernière la relie au chef-lieu de la commune.
Les gares les plus proches sont à Vichy et à Saint-Germain-des-Fossés.

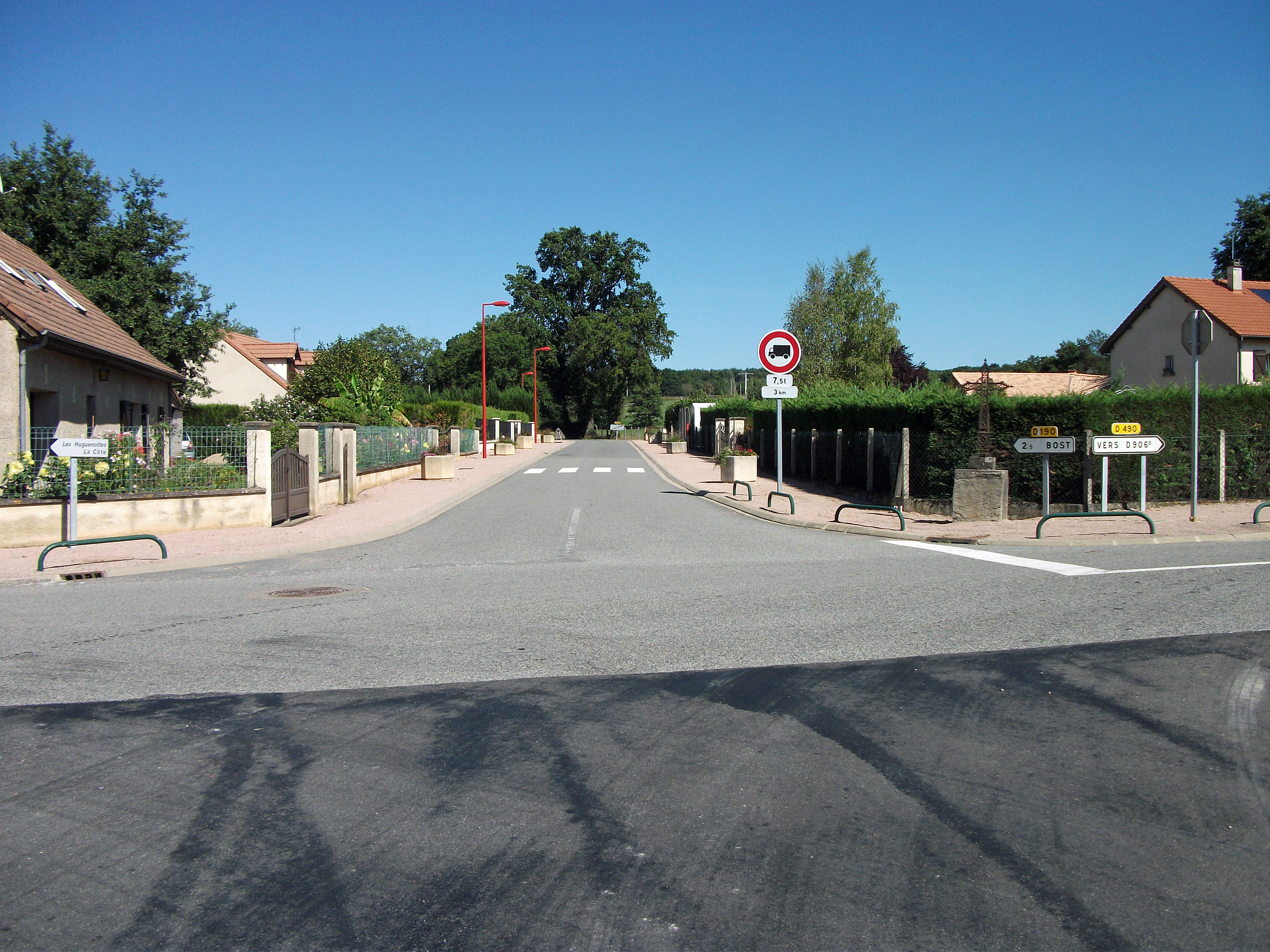
La route départementale 190 aux Guittons.
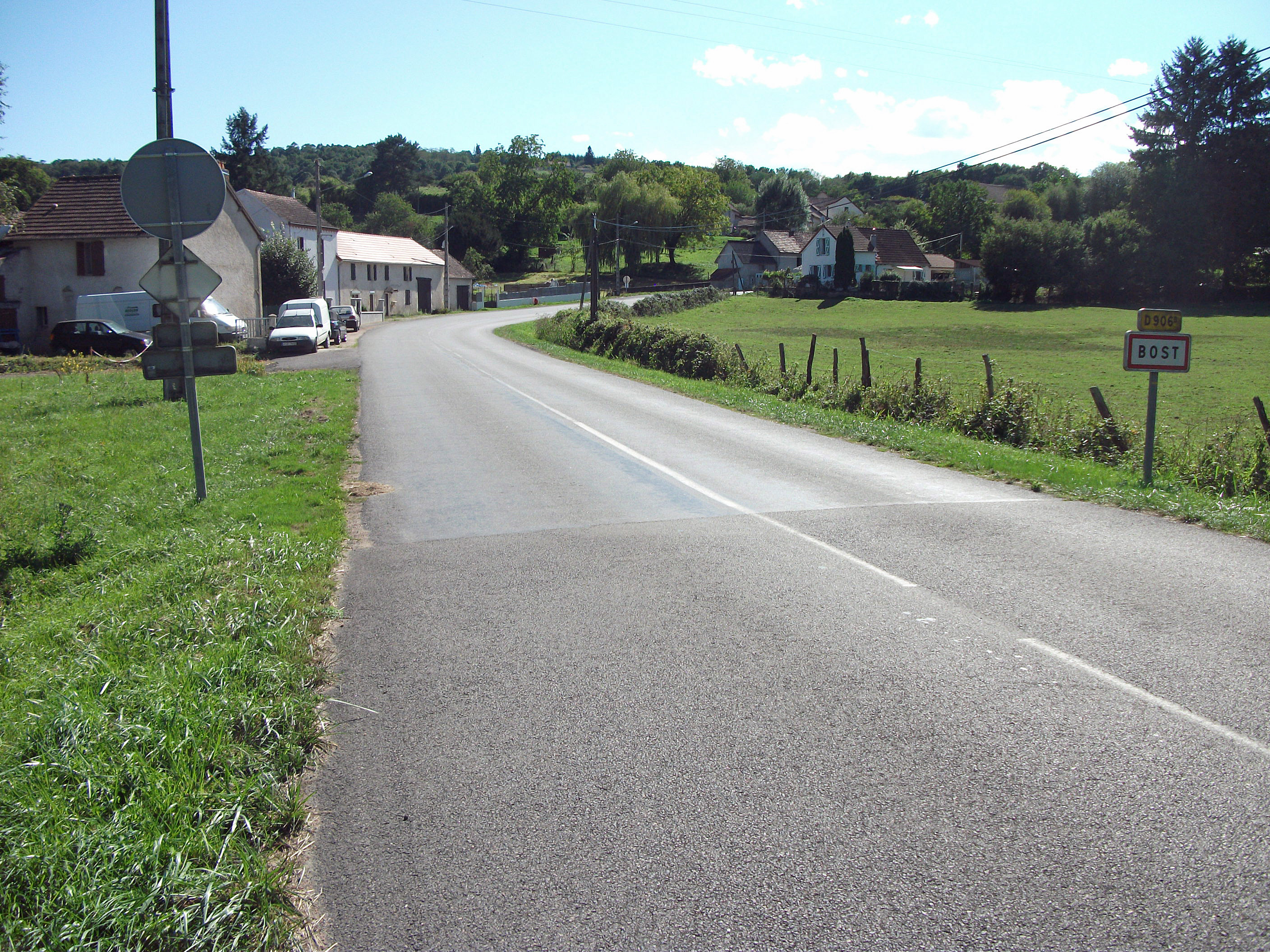
La route départementale 906b depuis Lapalisse.
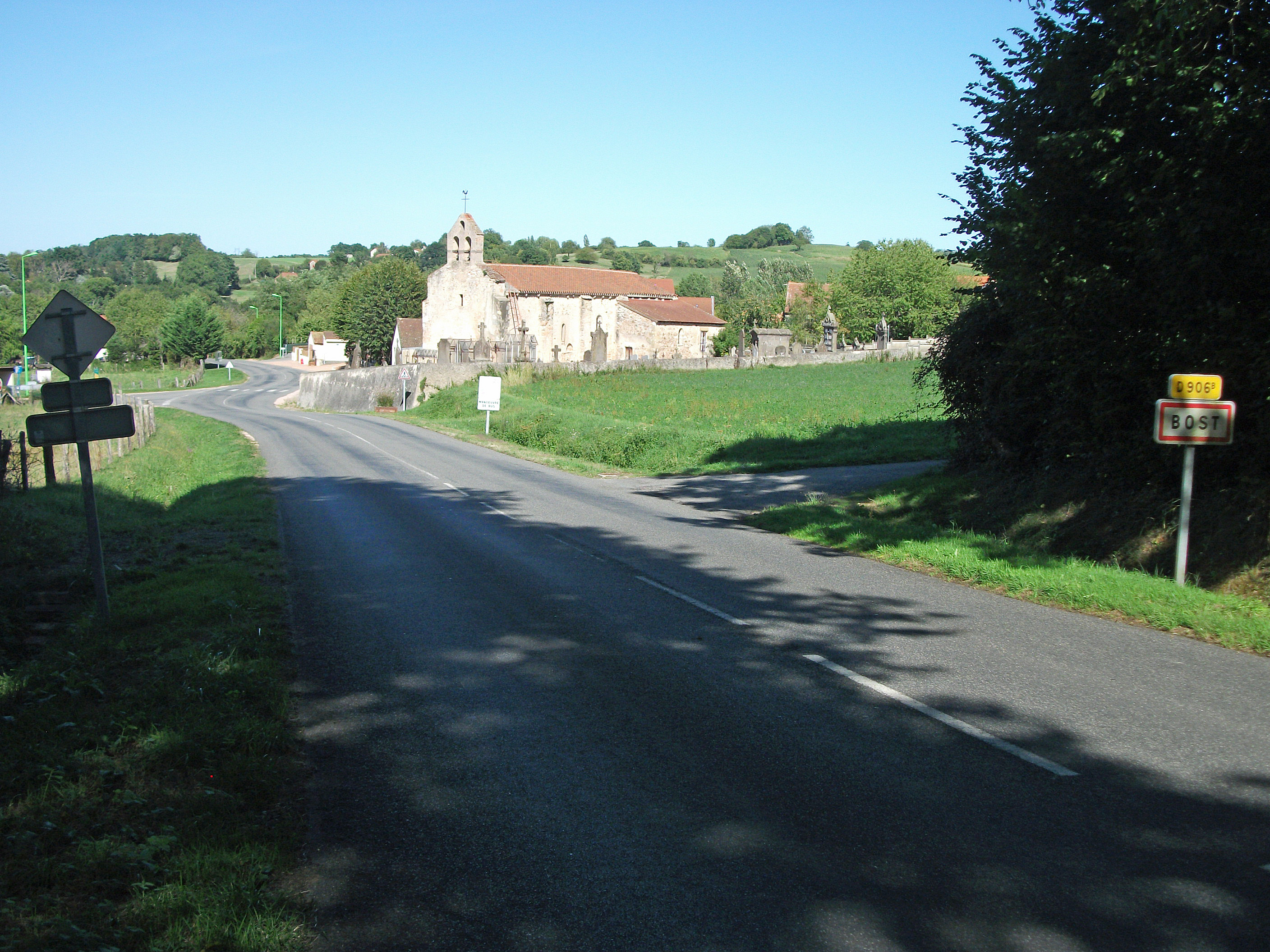
La route départementale 906b depuis Cusset.

## Politique et administration

### Découpage territorial
La commune de Bost est membre de la communauté d'agglomération Vichy Communauté, un établissement public de coopération intercommunale (EPCI) à fiscalité propre créé le 1er janvier 2017 dont le siège est à Vichy. Ce dernier est par ailleurs membre d'autres groupements intercommunaux.
Sur le plan administratif, elle est rattachée à l'arrondissement de Vichy, au département de l'Allier et à la région Auvergne-Rhône-Alpes. Bost a fait partie du canton de Saint-Germain-des-Fossés en 1793, du canton de Cusset en 1801, puis du canton de Cusset-Sud de 1985 à 2015. Sur le plan électoral, elle dépend du canton de Cusset pour l'élection des conseillers départementaux, depuis le redécoupage cantonal de 2014 entré en vigueur en 2015, et de la troisième circonscription de l'Allier pour les élections législatives, depuis le dernier découpage électoral de 2010.

### Tendances politiques et résultats
Aux élections législatives de 2012, Gérard Charasse, élu dans la 3e circonscription, a recueilli 77,22 % des suffrages exprimés. 58,27 % des électeurs ont voté (81 votants sur 139 inscrits).
Aux élections départementales de 2015, le binôme Annie Corne - Jean-Sébastien Laloy, élu dans le canton de Cusset, a recueilli 35 voix sur les 65 exprimés. 55,12 % des électeurs ont voté (70 votants sur 127 inscrits).

### Administration municipale

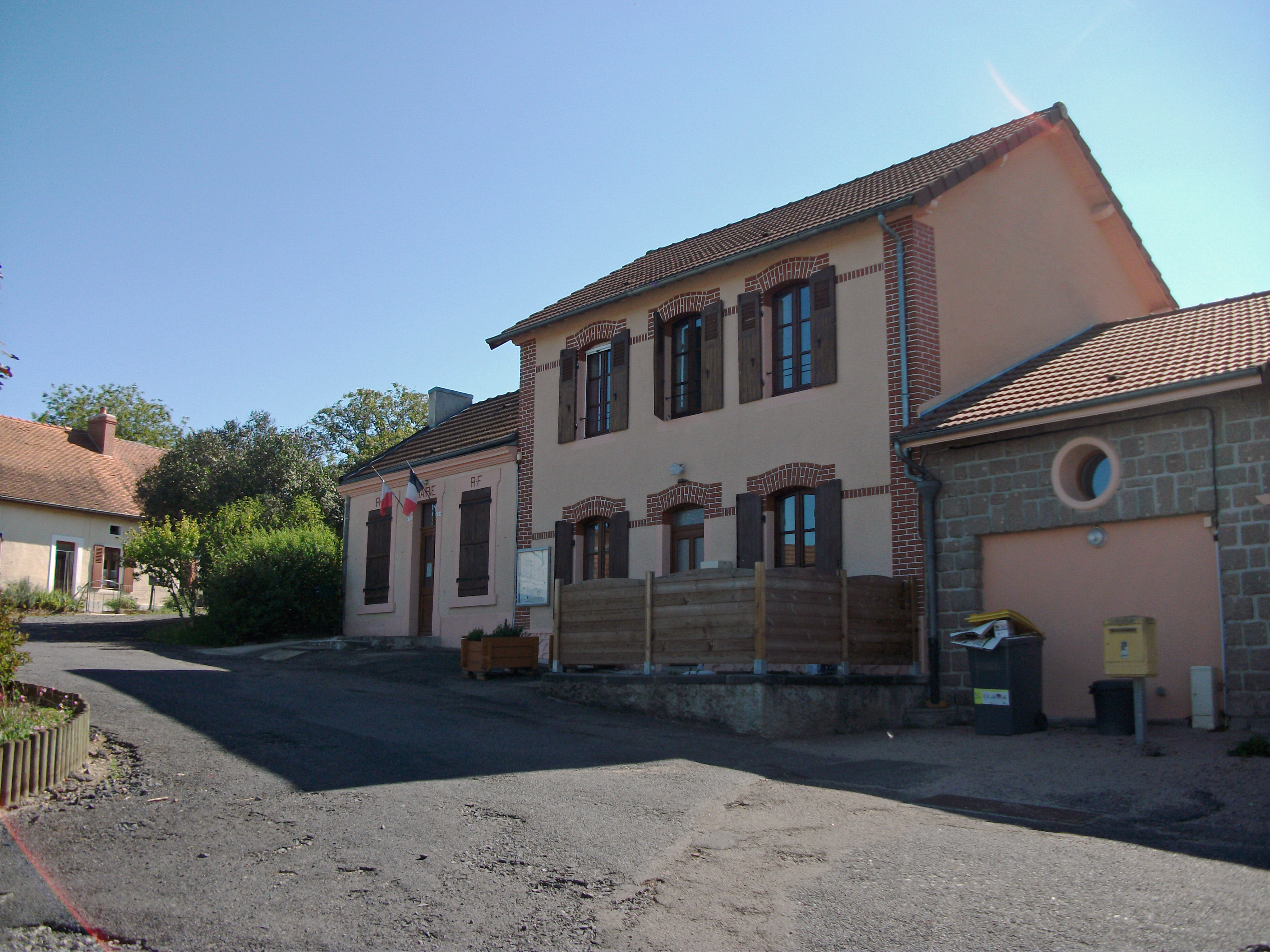
La mairie.

| Période                                  | Période                       | Identité          | Étiquette | Qualité |
| ---------------------------------------- | ----------------------------- | ----------------- | --------- | ------- |
| Les données manquantes sont à compléter. |                               |                   |           |         |
| avant 1988                               | ?                             | André Bussy       |           |         |
| mars 2001                                | mai 2020                      | Christian Catard  | DVG       | Ouvrier |
| mai 2020                                 | 14 janvier 2022               | Ludivine Dufraise |           |         |
| 14 janvier 2022                          | En cours (au 21 janvier 2022) | Sébastien Baud    |           |         |

## Population et société

### Démographie
Les habitants de la commune sont appelés les Bostois et les Bostoises.

#### Évolution démographique
L'évolution du nombre d'habitants est connue à travers les recensements de la population effectués dans la commune depuis 1793. Pour les communes de moins de 10 000 habitants, une enquête de recensement portant sur toute la population est réalisée tous les cinq ans, les populations de référence des années intermédiaires étant quant à elles estimées par interpolation ou extrapolation. Pour la commune, le premier recensement exhaustif entrant dans le cadre du nouveau dispositif a été réalisé en 2004.

En 2022, la commune comptait 180 habitants, en évolution de −6,25 % par rapport à 2016 (Allier : −1,38 %, France hors Mayotte : +2,11 %).
| 1793 | 1800 | 1806 | 1821 | 1831 | 1836 | 1841 | 1846 | 1851 |
| ---- | ---- | ---- | ---- | ---- | ---- | ---- | ---- | ---- |
| 303  | 327  | 212  | 282  | 331  | 341  | 347  | 339  | 334  |

| 1856 | 1861 | 1866 | 1872 | 1876 | 1881 | 1886 | 1891 | 1896 |
| ---- | ---- | ---- | ---- | ---- | ---- | ---- | ---- | ---- |
| 341  | 335  | 323  | 326  | 336  | 322  | 335  | 305  | 316  |

| 1901 | 1906 | 1911 | 1921 | 1926 | 1931 | 1936 | 1946 | 1954 |
| ---- | ---- | ---- | ---- | ---- | ---- | ---- | ---- | ---- |
| 313  | 302  | 284  | 225  | 224  | 203  | 198  | 199  | 229  |

| 1962 | 1968 | 1975 | 1982 | 1990 | 1999 | 2004 | 2006 | 2009 |
| ---- | ---- | ---- | ---- | ---- | ---- | ---- | ---- | ---- |
| 202  | 192  | 163  | 144  | 153  | 147  | 163  | 163  | 187  |

| 2014 | 2019 | 2022 | - | - | - | - | - | - |
| ---- | ---- | ---- | - | - | - | - | - | - |
| 192  | 181  | 180  | - | - | - | - | - | - |

#### Pyramide des âges
En 2021, le taux de personnes d'un âge inférieur à 30 ans s'élève à 35,9 %, soit au-dessus de la moyenne départementale (29,0 %). À l'inverse, le taux de personnes d'âge supérieur à 60 ans est de 19,3 % la même année, alors qu'il est de 35,6 % au niveau départemental.
En 2021, la commune comptait 86 hommes pour 94 femmes, soit un taux de 52,22 % de femmes, légèrement supérieur au taux départemental (52,03 %).
Les pyramides des âges de la commune et du département s'établissent comme suit :
| Hommes | Classe d’âge | Femmes |
| ------ | ------------ | ------ |
| 0,0    | 90 ou +      | 0,0    |
| 4,7    | 75-89 ans    | 4,2    |
| 15,1   | 60-74 ans    | 14,7   |
| 24,4   | 45-59 ans    | 21,1   |
| 17,4   | 30-44 ans    | 26,3   |
| 15,1   | 15-29 ans    | 8,4    |
| 23,3   | 0-14 ans     | 25,3   |

| Hommes | Classe d’âge | Femmes |
| ------ | ------------ | ------ |
| 1,2    | 90 ou +      | 3      |
| 10     | 75-89 ans    | 13,4   |
| 21,3   | 60-74 ans    | 22     |
| 20,6   | 45-59 ans    | 19,6   |
| 15,7   | 30-44 ans    | 15     |
| 15,6   | 15-29 ans    | 12,9   |
| 15,7   | 0-14 ans     | 14     |

### Enseignement
Bost dépend de l'académie de Clermont-Ferrand. Il n'existe aucune école.
Les collégiens se rendent à Cusset et les lycéens dans la même commune, au lycée Albert-Londres.

## Économie

### Emploi
En 2012, la population âgée de 15 à 64 ans s'élevait à 124 personnes, parmi lesquelles on comptait 86,8 % d'actifs dont 81 % ayant un emploi et 5,8 % de chômeurs.
On comptait quinze emplois dans la zone d'emploi. Le nombre d'actifs ayant un emploi résidant dans la zone étant de 102, l'indicateur de concentration d'emploi est de 14,8 %, ce qui signifie que la commune offre moins d'un emploi par habitant actif.
91 des 101 personnes âgées de quinze ans ou plus (soit 89,9 %) sont des salariés. 90,9 % des actifs travaillent dans une autre commune du département.

### Entreprises
Au 1er janvier 2013, Bost comptait quatre entreprises : une dans la construction et trois dans le commerce, les transports et les services divers. Aucune n'a été créée en 2013.
En outre, elle comptait trois établissements : un dans la construction et deux dans le commerce. Aucun n'a été créé en 2013.

### Agriculture
Au recensement agricole de 2010, la commune comptait sept exploitations agricoles. Ce nombre est en nette diminution par rapport à 2000 (14) et à 1988 (17).
La superficie agricole utilisée sur ces exploitations est de 431 hectares en 2010, en diminution par rapport à 2000 (562) et à 1988 (630). Les chiffres de superficie d'exploitations individuelles (13 en 1988, 279 ha) sont les seuls connus, quant à ceux issus de GAEC, aucun chiffre n'est communiqué.

### Commerce
La base permanente des équipements de 2014 ne recense aucun commerce.

### Tourisme
Aucun hôtel, camping ou hébergement collectif n'existe dans la commune au 1er janvier 2015.

## Culture locale et patrimoine

### Lieux et monuments
Bost possède un édifice inscrit au titre des monuments historiques.
- Église Saint-Pierre, du XIIe siècle, inscrite aux MH en 1933[28].

### Personnalités liées à la commune
- Charles Pierre Amelot (1760-1816), député de l'Allier au Conseil des Cinq-Cents, né à Bost.
- Camille Planche, député et collaborateur.